# Tommie Lindström
Sven Tommie Lindström, född 1 mars 1938 i Stockholm, död 21 december 2020 i Växjö, var en svensk simmare. Han tävlade för Stockholmspolisens IF.
Lindström tävlade för Sverige vid olympiska sommarspelen 1960 i Rom, där han blev utslagen i försöksheatet på 200 meter bröstsim.
1961 tilldelades han Stora grabbars märke. Lindström tog SM-silver 1961 och 1962 på 100 meter bröstsim (långbana). På 200 meter bröstsim (långbana) tog han SM-guld fyra gånger: 1958, 1959, 1960 och 1961 samt silver 1962. På 200 meter bröstsim (kortbana) tog Lindström också fyra SM-guld: 1959, 1960, 1961 och 1962. Han var även en del av Stockholmspolisens IF:s lag som tog SM-guld på 4x100 meter bröstsim (kortbana) 1961 och 1962.